# Diego Sanchez
Diego "Nightmare" Sanchez, född 31 december 1981 i Albuquerque, New Mexico, är en amerikansk MMA-utövare som tävlar i organisationen UFC:s welterviktsdivision. Sanchez har brottar- och Brasiliansk jiu-jitsu-bakgrund och gjorde sin professionella MMA-debut i organisationen King of the Cage 2002 där han senare kom att bli titelhållare. I UFC har han vinster mot bland andra Kenny Florian, Nick Diaz, Martin Kampmann och Joe Stevenson. Han var obesegrad i sina 17 första professionella MMA-matcher innan han förlorade mot Josh Koscheck den 7 april 2007 på UFC 69.
Sanchez var en av deltagarna i den första säsongen av UFC:s realityserie The Ultimate Fighter och besegrade Kenny Florian i finalen den 9 april 2005 i mellanviktsklassen. I och med segern vann han även ett "sexsiffrigt" (US dollar) kontrakt med organisationen. Efter att ha gått nio matcher i mellanvikt i UFC debuterade han i lättvikt på UFC 95 den 21 februari 2009 mot Joe Stevenson.  Efter att ha besegrat Stevenson och Clay Guida i lättvikt gick han en titelmatch mot B.J. Penn på UFC 107 den 12 december 2009. Sanchez förlorade matchen på poäng och valde därefter att återgå till att tävla som welterviktare. Hans första match i weltervikt sedan hans tid som lättviktare kom på UFC 114 den 29 maj 2010 då han förlorade mot John Hathaway på poäng.

### Sociala medium
- Diego Sanchez - Twitter